# Fußball-Weltmeisterschaft 2018/Gruppe A
| Pl. | Land          | Sp. | S | U | N | Tore    | Diff. | Punkte |
| --- | ------------- | --- | - | - | - | ------- | ----- | ------ |
| 1.  | Uruguay       | 3   | 3 | 0 | 0 | 005:000 | +5    | 09     |
| 2.  | Russland      | 3   | 2 | 0 | 1 | 008:400 | +4    | 06     |
| 3.  | Saudi-Arabien | 3   | 1 | 0 | 2 | 002:700 | −5    | 03     |
| 4.  | Ägypten       | 3   | 0 | 0 | 3 | 002:600 | −4    | 0      |

Gruppe A der Fußball-Weltmeisterschaft 2018:

## Russland – Saudi-Arabien 5:0 (2:0)
| Russland                                                                         | Russland | Saudi-Arabien | Saudi-Arabien | Aufstellung                              |
| -------------------------------------------------------------------------------- | --- | --- | ------------- | ---------------------------------------- |
| Russland                                                                         | \| 1. Spieltag \| \| 14. Juni 2018 um 18:00 Uhr (17:00 Uhr MESZ) in Moskau (Olympiastadion Luschniki) \| \| Zuschauer: 78.011 \| \| Schiedsrichter: Néstor Pitana ( Argentinien) 1 \| \| Spielbericht \|                                                                                          | \| 1. Spieltag \| \| 14. Juni 2018 um 18:00 Uhr (17:00 Uhr MESZ) in Moskau (Olympiastadion Luschniki) \| \| Zuschauer: 78.011 \| \| Schiedsrichter: Néstor Pitana ( Argentinien) 1 \| \| Spielbericht \| | Saudi-Arabien | Aufstellung Russland gegen Saudi-Arabien |
| Russland                                                                         | Igor Akinfejew – Mário Fernandes, Ilja Kutepow, Sergei Ignaschewitsch, Juri Schirkow – Juri Gasinski, Roman Sobnin – Alexander Samedow (64. Daler Kusjajew), Alan Dsagojew (24. Denis Tscheryschew), Alexander Golowin – Fjodor Smolow (70. Artjom Dsjuba) Cheftrainer: Stanislaw Tschertschessow | Abdullah al-Mayouf – Mohammed al-Breik, Osama Hawsawi , Omar Hawsawi, Yasser al-Shahrani – Salman al-Faraj, Abdullah Otayf (64. Fahad al-Muwallad), Taisir al-Jassim, Salem al-Dawsari, Yahya al-Shehri (72. Hattan Bahebri) – Mohammad al-Sahlawi (85. Muhannad Assiri) Cheftrainer: Juan Antonio Pizzi ( Spanien) | Saudi-Arabien | Aufstellung Russland gegen Saudi-Arabien |
| Russland                                                                         | 1:0 Gasinski (12.) 2:0 Tscheryschew (43.) 3:0 Dsjuba (71.) 4:0 Tscheryschew (90.+1′) 5:0 Golowin (90.+4′) | | Saudi-Arabien | Aufstellung Russland gegen Saudi-Arabien |
| Russland                                                                         | Golowin (88.) | al-Jassim (90.+3′) | Saudi-Arabien | Aufstellung Russland gegen Saudi-Arabien |
| Russland                                                                         | Spieler des Spiels: Denis Tscheryschew (Russland) | | Saudi-Arabien | Aufstellung Russland gegen Saudi-Arabien |
| 1. Spieltag                                                                      | | |               |                                          |
| 14. Juni 2018 um 18:00 Uhr (17:00 Uhr MESZ) in Moskau (Olympiastadion Luschniki) | | |               |                                          |
| Zuschauer: 78.011                                                                | | |               |                                          |
| Schiedsrichter: Néstor Pitana ( Argentinien) 1                                   | | |               |                                          |
| Spielbericht                                                                     | | |               |                                          |

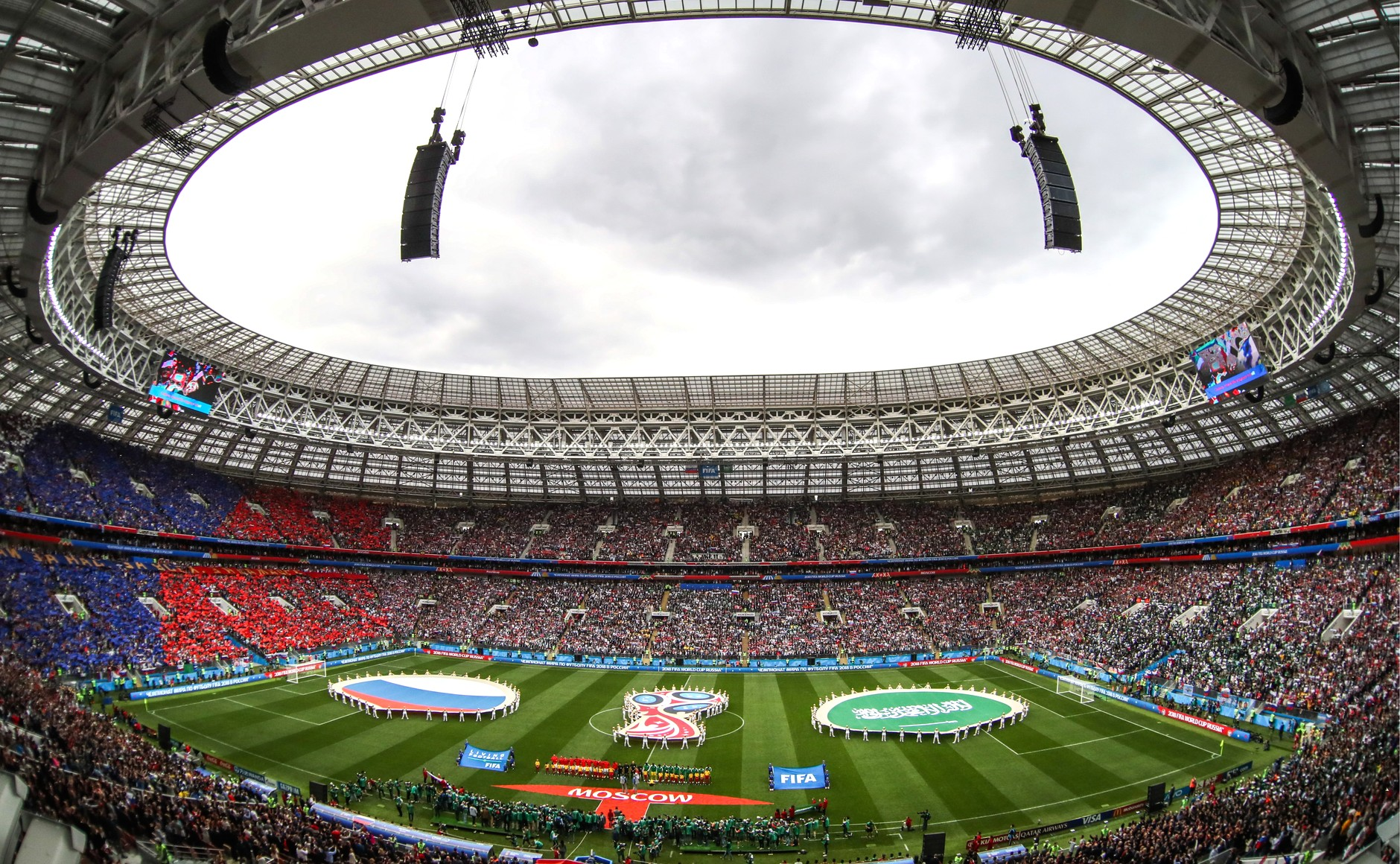
Das Olympiastadion Luschniki vor dem Eröffnungsspiel

Erstmals seit Einführung der FIFA-Weltrangliste war der Gastgeber der WM der in der FIFA-Weltrangliste zum Zeitpunkt der Auslosung und unmittelbar vor dem Turnier am schlechtesten platzierte Teilnehmer. Die Russen trafen im Eröffnungsspiel auf den am zweitschlechtesten platzierten Teilnehmer Saudi-Arabien, der als erste asiatische Mannschaft ein WM-Eröffnungsspiel bestritt, und gewannen.
Russland gelang zum Turnierauftakt mit einem 5:0 der höchste Sieg, den es bisher in einem offiziellen WM-Eröffnungsspiel gab. Bemerkenswert ist, dass drei Tore von Einwechselspielern erzielt wurden. Der später zum Mann des Spiels gewählte Denis Tscheryschew kam aufgrund einer frühzeitigen Verletzung von Alan Dsagojew, die sich dieser bei einem Konter ohne Fremdeinwirkung zuzog, in das Spiel und sorgte kurz vor der Pause mit seinem Treffer zum 2:0 für die Vorentscheidung. Saudi-Arabien gelang es während der gesamten Spielzeit kaum, Torchancen zu kreieren, und ermöglichte dem Gastgeber mit zahlreichen individuellen Fehlern einen deutlichen Auftaktsieg.

## Ägypten – Uruguay 0:1 (0:0)
| Ägypten                                                                       | Ägypten | Uruguay | Uruguay | Aufstellung                       |
| ----------------------------------------------------------------------------- | --- | --- | ------- | --------------------------------- |
| Ägypten                                                                       | \| 1. Spieltag \| \| 15. Juni 2018 um 17:00 Uhr (14:00 Uhr MESZ) in Jekaterinburg (Zentralstadion) \| \| Zuschauer: 27.015 \| \| Schiedsrichter: Björn Kuipers ( Niederlande) 2 \| \| Spielbericht \|                                                         | \| 1. Spieltag \| \| 15. Juni 2018 um 17:00 Uhr (14:00 Uhr MESZ) in Jekaterinburg (Zentralstadion) \| \| Zuschauer: 27.015 \| \| Schiedsrichter: Björn Kuipers ( Niederlande) 2 \| \| Spielbericht \|                                                                                        | Uruguay | Aufstellung Ägypten gegen Uruguay |
| Ägypten                                                                       | Mohamed El Shenawy – Ahmed Fathy , Ali Gabr, Ahmed Hegazy, Mohamed Abdel-Shafy – Tarek Hamed (50. Sam Morsy), Mohamed Elneny – Amr Warda (83. Ramadan Sobhi), Abdallah Said, Trezeguet – Marwan Mohsen (63. Kahraba) Cheftrainer: Héctor Cúper ( Argentinien) | Fernando Muslera – Guillermo Varela, José María Giménez, Diego Godín , Martín Cáceres – Nahitan Nández (58. Carlos Sánchez), Matías Vecino (87. Lucas Torreira), Rodrigo Bentancur, Giorgian De Arrascaeta (59. Cristian Rodríguez) – Luis Suárez, Edinson Cavani Cheftrainer: Óscar Tabárez | Uruguay | Aufstellung Ägypten gegen Uruguay |
| Ägypten                                                                       | 0:1 Giménez (89.) | | Uruguay | Aufstellung Ägypten gegen Uruguay |
| Ägypten                                                                       | Morsy (90.+4′), Hegazy (90.+6′) | | Uruguay | Aufstellung Ägypten gegen Uruguay |
| Ägypten                                                                       | Spieler des Spiels: Ahmed El-Shenawy (Ägypten) | | Uruguay | Aufstellung Ägypten gegen Uruguay |
| 1. Spieltag                                                                   | | |         |                                   |
| 15. Juni 2018 um 17:00 Uhr (14:00 Uhr MESZ) in Jekaterinburg (Zentralstadion) | | |         |                                   |
| Zuschauer: 27.015                                                             | | |         |                                   |
| Schiedsrichter: Björn Kuipers ( Niederlande) 2                                | | |         |                                   |
| Spielbericht                                                                  | | |         |                                   |

Uruguay gelang erst spät der Siegtreffer. Gegen sehr defensiv stehende Ägypter konnte der Favorit seine spielerische Überlegenheit nicht zur Geltung bringen, hinzu kamen eine unzureichende Chancenverwertung, insbesondere in Person von Luis Suárez, sowie eine gute Leistung von Ägyptens Torwart El-Shenawy. Eine Minute nachdem Cavani mit einem Freistoß nur den Innenpfosten getroffen hatte, erzielte Giménez mit einem Kopfball das Siegtor.

## Russland – Ägypten 3:1 (0:0)
| Russland                                                                                   | Russland | Ägypten | Ägypten | Aufstellung                        |
| ------------------------------------------------------------------------------------------ | --- | --- | ------- | ---------------------------------- |
| Russland                                                                                   | \| 2. Spieltag \| \| 19. Juni 2018 um 21:00 Uhr (20:00 Uhr MESZ) in Sankt Petersburg (Sankt-Petersburg-Stadion) \| \| Zuschauer: 64.468 \| \| Schiedsrichter: Enrique Cáceres ( Paraguay) 3 \| \| Spielbericht \|                                                                                      | \| 2. Spieltag \| \| 19. Juni 2018 um 21:00 Uhr (20:00 Uhr MESZ) in Sankt Petersburg (Sankt-Petersburg-Stadion) \| \| Zuschauer: 64.468 \| \| Schiedsrichter: Enrique Cáceres ( Paraguay) 3 \| \| Spielbericht \|                                                 | Ägypten | Aufstellung Russland gegen Ägypten |
| Russland                                                                                   | Igor Akinfejew – Mário Fernandes, Ilja Kutepow, Sergei Ignaschewitsch, Juri Schirkow (86. Fjodor Kudrjaschow) – Roman Sobnin, Juri Gasinski – Alexander Samedow, Alexander Golowin, Denis Tscheryschew (74. Daler Kusjajew) – Artjom Dsjuba (79. Fjodor Smolow) Cheftrainer: Stanislaw Tschertschessow | Mohamed El Shenawy – Ahmed Fathy , Ali Gabr, Ahmed Hegazy, Mohamed Abdel-Shafy – Tarek Hamed, Mohamed Elneny (64. Amr Warda) – Mohamed Salah, Abdallah Said, Trezeguet (68. Ramadan Sobhi) – Marwan Mohsen (82. Kahraba) Cheftrainer: Héctor Cúper ( Argentinien) | Ägypten | Aufstellung Russland gegen Ägypten |
| Russland                                                                                   | 1:0 Fathy (47., Eigentor) 2:0 Tscheryschew (59.) 3:0 Dsjuba (62.) | 3:1 Salah (73., Foulelfmeter) | Ägypten | Aufstellung Russland gegen Ägypten |
| Russland                                                                                   | Smolow (84.) | Trezeguet (57.) | Ägypten | Aufstellung Russland gegen Ägypten |
| Russland                                                                                   | Spieler des Spiels: Denis Tscheryschew (Russland) | | Ägypten | Aufstellung Russland gegen Ägypten |
| 2. Spieltag                                                                                | | |         |                                    |
| 19. Juni 2018 um 21:00 Uhr (20:00 Uhr MESZ) in Sankt Petersburg (Sankt-Petersburg-Stadion) | | |         |                                    |
| Zuschauer: 64.468                                                                          | | |         |                                    |
| Schiedsrichter: Enrique Cáceres ( Paraguay) 3                                              | | |         |                                    |
| Spielbericht                                                                               | | |         |                                    |

## Uruguay – Saudi-Arabien 1:0 (1:0)
| Uruguay                                                                     | Uruguay | Saudi-Arabien | Saudi-Arabien | Aufstellung                             |
| --------------------------------------------------------------------------- | --- | --- | ------------- | --------------------------------------- |
| Uruguay                                                                     | \| 2. Spieltag \| \| 20. Juni 2018 um 18:00 Uhr (17:00 Uhr MESZ) in Rostow am Don (Rostow-Arena) \| \| Zuschauer: 42.678 \| \| Schiedsrichter: Clément Turpin ( Frankreich) 4 \| \| Spielbericht \|                                                                                | \| 2. Spieltag \| \| 20. Juni 2018 um 18:00 Uhr (17:00 Uhr MESZ) in Rostow am Don (Rostow-Arena) \| \| Zuschauer: 42.678 \| \| Schiedsrichter: Clément Turpin ( Frankreich) 4 \| \| Spielbericht \| | Saudi-Arabien | Aufstellung Uruguay gegen Saudi-Arabien |
| Uruguay                                                                     | Fernando Muslera – Guillermo Varela, José María Giménez, Diego Godín , Martín Cáceres – Carlos Sánchez (82. Nahitan Nández), Matías Vecino (59. Lucas Torreira), Rodrigo Bentancur, Cristian Rodríguez (59. Diego Laxalt) – Luis Suárez, Edinson Cavani Cheftrainer: Óscar Tabárez | Mohammed al-Owais – Mohammed al-Breik, Osama Hawsawi , Ali al-Bulaihi, Yasser al-Shahrani – Hattan Bahebri (75. Mohamed Kanno), Salman al-Faraj, Abdullah Otayf, Taisir al-Jassim (44. Hussain al-Moqahwi), Salem al-Dawsari – Fahad al-Muwallad (78. Mohammad al-Sahlawi) Cheftrainer: Juan Antonio Pizzi ( Spanien) | Saudi-Arabien | Aufstellung Uruguay gegen Saudi-Arabien |
| Uruguay                                                                     | 1:0 Suárez (23.) | | Saudi-Arabien | Aufstellung Uruguay gegen Saudi-Arabien |
| Uruguay                                                                     | Spieler des Spiels: Luis Suárez (Uruguay) | | Saudi-Arabien | Aufstellung Uruguay gegen Saudi-Arabien |
| 2. Spieltag                                                                 | | |               |                                         |
| 20. Juni 2018 um 18:00 Uhr (17:00 Uhr MESZ) in Rostow am Don (Rostow-Arena) | | |               |                                         |
| Zuschauer: 42.678                                                           | | |               |                                         |
| Schiedsrichter: Clément Turpin ( Frankreich) 4                              | | |               |                                         |
| Spielbericht                                                                | | |               |                                         |

## Uruguay – Russland 3:0 (2:0)
| Uruguay                                                              | Uruguay | Russland | Russland | Aufstellung                        |
| -------------------------------------------------------------------- | --- | --- | -------- | ---------------------------------- |
| Uruguay                                                              | \| 3. Spieltag \| \| 25. Juni 2018 um 18:00 Uhr (16:00 Uhr MESZ) in Samara (Kosmos-Arena) \| \| Zuschauer: 41.970 \| \| Schiedsrichter: Malang Diedhiou ( Senegal) 5 \| \| Spielbericht \|                                                                                                   | \| 3. Spieltag \| \| 25. Juni 2018 um 18:00 Uhr (16:00 Uhr MESZ) in Samara (Kosmos-Arena) \| \| Zuschauer: 41.970 \| \| Schiedsrichter: Malang Diedhiou ( Senegal) 5 \| \| Spielbericht \| | Russland | Aufstellung Uruguay gegen Russland |
| Uruguay                                                              | Fernando Muslera – Sebastián Coates, Diego Godín , Martín Cáceres – Nahitan Nández (73. Cristian Rodríguez), Matías Vecino, Lucas Torreira, Rodrigo Bentancur (63. Giorgian De Arrascaeta), Diego Laxalt – Luis Suárez, Edinson Cavani (90.+3′ Maximiliano Gómez) Cheftrainer: Óscar Tabárez | Igor Akinfejew – Igor Smolnikow, Ilja Kutepow, Sergei Ignaschewitsch, Fjodor Kudrjaschow – Roman Sobnin, Juri Gasinski (46. Daler Kusjajew) – Alexander Samedow, Alexei Mirantschuk (60. Fjodor Smolow), Denis Tscheryschew (38. Mário Fernandes) – Artjom Dsjuba Cheftrainer: Stanislaw Tschertschessow | Russland | Aufstellung Uruguay gegen Russland |
| Uruguay                                                              | 1:0 Suárez (10.) 2:0 Tscheryschew (23., Eigentor) 3:0 Cavani (90.) | | Russland | Aufstellung Uruguay gegen Russland |
| Uruguay                                                              | Bentancur (59.) | Gasinski (9.), Smolnikow (27.) | Russland | Aufstellung Uruguay gegen Russland |
| Uruguay                                                              | Smolnikow (36.) | | Russland | Aufstellung Uruguay gegen Russland |
| Uruguay                                                              | Spieler des Spiels: Luis Suárez (Uruguay) | | Russland | Aufstellung Uruguay gegen Russland |
| 3. Spieltag                                                          | | |          |                                    |
| 25. Juni 2018 um 18:00 Uhr (16:00 Uhr MESZ) in Samara (Kosmos-Arena) | | |          |                                    |
| Zuschauer: 41.970                                                    | | |          |                                    |
| Schiedsrichter: Malang Diedhiou ( Senegal) 5                         | | |          |                                    |
| Spielbericht                                                         | | |          |                                    |

## Saudi-Arabien – Ägypten 2:1 (1:1)
| Saudi-Arabien                                                              | Saudi-Arabien | Ägypten | Ägypten | Aufstellung                             |
| -------------------------------------------------------------------------- | --- | --- | ------- | --------------------------------------- |
| Saudi-Arabien                                                              | \| 3. Spieltag \| \| 25. Juni 2018 um 17:00 Uhr (16:00 Uhr MESZ) in Wolgograd (Wolgograd-Arena) \| \| Zuschauer: 36.823 \| \| Schiedsrichter: Wilmar Roldán ( Kolumbien) 6 \| \| Spielbericht \|                                                                                             | \| 3. Spieltag \| \| 25. Juni 2018 um 17:00 Uhr (16:00 Uhr MESZ) in Wolgograd (Wolgograd-Arena) \| \| Zuschauer: 36.823 \| \| Schiedsrichter: Wilmar Roldán ( Kolumbien) 6 \| \| Spielbericht \|                                                                 | Ägypten | Aufstellung Saudi-Arabien gegen Ägypten |
| Saudi-Arabien                                                              | Yasser al-Mosailem – Mohammed al-Breik, Osama Hawsawi , Motaz Hawsawi, Yasser al-Shahrani – Hattan Bahebri (65. Muhannad Assiri), Salman al-Faraj, Abdullah Otayf, Hussain al-Moqahwi, Salem al-Dawsari – Fahad al-Muwallad (79. Yahya al-Shehri) Cheftrainer: Juan Antonio Pizzi ( Spanien) | Essam El-Hadary – Ahmed Fathi, Ali Gabr, Ahmed Hegazy, Mohamed Abdel-Shafy – Mohamed Elneny, Tarek Hamed – Mohamed Salah, Abdallah Said (45.+7′ Amr Warda), Trezeguet (81. Kahraba) – Marwan Mohsen (64. Ramadan Sobhi) Cheftrainer: Héctor Cúper ( Argentinien) | Ägypten | Aufstellung Saudi-Arabien gegen Ägypten |
| Saudi-Arabien                                                              | 1:1 al-Faraj (45.+6′, Foulelfmeter) 2:1 al-Dawsari (90.+5′) | 0:1 Salah (22.) | Ägypten | Aufstellung Saudi-Arabien gegen Ägypten |
| Saudi-Arabien                                                              | Gabr (45.+5′), Fathi (86.) | | Ägypten | Aufstellung Saudi-Arabien gegen Ägypten |
| Saudi-Arabien                                                              | El-Hadary hält einen Foulelfmeter von al-Muwallad (41.). | | Ägypten | Aufstellung Saudi-Arabien gegen Ägypten |
| Saudi-Arabien                                                              | Spieler des Spiels: Mohamed Salah (Ägypten) | | Ägypten | Aufstellung Saudi-Arabien gegen Ägypten |
| 3. Spieltag                                                                | | |         |                                         |
| 25. Juni 2018 um 17:00 Uhr (16:00 Uhr MESZ) in Wolgograd (Wolgograd-Arena) | | |         |                                         |
| Zuschauer: 36.823                                                          | | |         |                                         |
| Schiedsrichter: Wilmar Roldán ( Kolumbien) 6                               | | |         |                                         |
| Spielbericht                                                               | | |         |                                         |